# Dévaványa
Dévaványa [dévaváňa] (rumunsky Devănești) je město ve východním Maďarsku v župě Békés, spadající pod okres Gyomaendrőd. Nachází se asi 44 km severovýchodně od Békéscsaby. V roce 2015 zde žilo 7 772 obyvatel. Podle statistik z roku 2001 zde bylo 99 % Maďarů a 1 % jiných národností (především Romů).
Nejbližšími městy jsou Gyomaendrőd, Kisújszállás a Körösladány. Poblíže je též vesnice Ecsegfalva.

## Partnerská města
- Cristuru Secuiesc, Rumunsko (1994)